# Straßenbahn Kaiserslautern
Die Straßenbahn Kaiserslautern war das Straßenbahn-System der
pfälzischen Stadt Kaiserslautern. Sie bestand von 1916 bis 1935 und wurde anfangs von der privaten Straßenbahn Kaiserslautern AG betrieben, später war die Stadt selbst zuständig.

## Geschichte

### Straßenbahn Kaiserslautern AG
Ende des 19. Jahrhunderts, als Kaiserslautern rund 50.000 Einwohner hatte, bemühte man sich um die Einrichtung eines innerstädtischen Verkehrsmittels. Im Jahre 1913 beauftragte der Stadtrat die Elektrizitätsunternehmung Hecker & Co. GmbH aus Wiesbaden mit Bau und Planung einer elektrischen Straßenbahn.
Zwar wurden in den folgenden Jahren die Gleise für ein normalspuriges Schienennetz verlegt, das zunächst aus einer West-Ost-Linie Waldstraße–Friedhof und einer Süd-Nord-Linie Hauptbahnhof–Nordbahnhof bestehen sollte. Kurz vor Beginn des Ersten Weltkriegs im August 1914 traf auch der erste von elf Triebwagen in Kaiserslautern ein. Jedoch verzögerte der Krieg die Anlieferung weiterer Fahrzeuge. Außerdem musste in langwierigen Verhandlungen mit der Wirtschaftsverwaltung die Freigabe des Materials für die Oberleitung erkämpft werden.
Am 21. Mai 1915 wurde die Straßenbahn Kaiserslautern AG gegründet; die Hauptaktionäre waren die Stadt Kaiserslautern und das Unternehmen Hecker & Co, das auch die Betriebsführung übernahm. Schließlich konnte am 19. Dezember 1916 eine „Kriegslinie“ auf dem fertiggestellten Netz in Betrieb genommen werden. Sie führte vom Hauptbahnhof in nordwestlicher Richtung über die Breitscheidstraße zum Wittelsbacherplatz (später: Pfaffplatz), querte dann in östlicher Richtung die Innenstadt über Fackelrondell und Stiftskirche und erreichte dann über die Altenwoog- und Mannheimer Straße ihre Endstelle am Friedhof. Sie wurde vor allem von Soldaten der dortigen Kasernen frequentiert. Das Depot samt Elektrizitätswerk lag westlich des Hauptbahnhofs an der Trippstadter Straße.
Als sich die wirtschaftlichen Verhältnisse besserten, konnten weitere Strecken eröffnet werden. Am 15. September 1925 waren drei Linien in Betrieb:
- 1 Hauptbahnhof–Friedhof (weißes Signal)
- 2 Fackelrondell–Nordbahnhof (rotes Signal)
- 3 Hauptbahnhof–Nordbahnhof (gelbes Signal)

Das Netz erreichte damit seine maximale Ausdehnung von 9,3 Kilometern, die Linienführung änderte sich mehrmals.

### Städtische Straßenbahn
Im Jahre 1928 endete vertragsgemäß die Betriebsführung durch Hecker & Co, die Stadt übernahm die Straßenbahn fortan in eigene Regie. Nach einer kurzen Steigerung der Beförderungszahlen zwang die Weltwirtschaftskrise zu Beginn der 1930er Jahre zu starken Einschränkungen, so dass nur noch die Linie 1 Hauptbahnhof–Friedhof betrieben wurde.
Die Stadt wollte auch keine weiteren Geldmittel für die Renovierung von Netz und Fahrzeugen mehr aufwenden. So kam es zur Einstellung des Gesamtbetriebes am 1. Juli 1935. Die zwölf vorhandenen Triebwagen wurden an einen Altwarenhändler in Bingen verkauft; Beiwagen waren keine vorhanden.
An die Stelle der Straßenbahn trat am selben Tag ein städtischer Omnibusbetrieb, der anfangs fünf Linien befuhr:
- 1 Eisenbahnausbesserungswerk–Hauptbahnhof–Friedhof
- 2 Gaswerk–Hauptbahnhof–Friedhof
- 3 Pfaffenbergstraße–Fackelrondell–Hauptbahnhof
- 4 Wiesenthalerhof–Fackelrondell–Mainzer Tor
- 5 Eisenbahnausbesserungswerk–Fackelrondell–Nordbahnhof

Im Jahr 1939 waren acht Stadt- und Vorortlinien mit einer Länge von 53 Kilometern in Betrieb. Dafür standen 15 Omnibusse zur Verfügung. 1949 erhielt die Stadt wieder ein elektrisches Verkehrsmittel, den Oberleitungsbus Kaiserslautern.
Seit den 1990er Jahren war eine Renaissance der Straßenbahn in Kaiserslautern immer wieder im Gespräch, u. a. in Form des Kaiserslauterer Modells, wurde jedoch aus Gründen der Finanzierbarkeit bislang stets verworfen.